# Gabriel Monod
Gabriel Monod (7 de marzo de 1844 - 10 de abril de 1912) fue un historiador francés.
Fue educado en El Havre y enviado a París para completar su educación, alojándose con la familia Pressensé. La influencia de Edmond de Pressensé, pastor protestante, y de su esposa Madame de Pressensé, mujer refinada que dedicó su vida a las tareas de caridad, le causó una gran impresión. En 1865 abandonó la escuela superior y se trasladó a Alemania donde estudió en la Universidad de Göttingen y en la Universidad Humboldt de Berlín. Las enseñanzas de Georg Waitz influyeron en la elección de los estudios de historia de la Edad Media. De regreso a Francia, en 1868 fue elegido por Victor Duruy para dar lecturas de historia en la École pratique des hautes études.
Al iniciarse la guerra franco-prusiana, Gabriel Monod junto a sus primos Alfred y Sarah Monod, organizaron una ambulancia con la que siguieron la contienda entera, desde Sedán a Le Mans. Escribió un pequeño libro de memorias de la guerra; su actitud fue más loable, ya que su madre era originaria de Alsacia por lo que era incapaz de resignarse a la pérdida de Alsacia y Lorena.

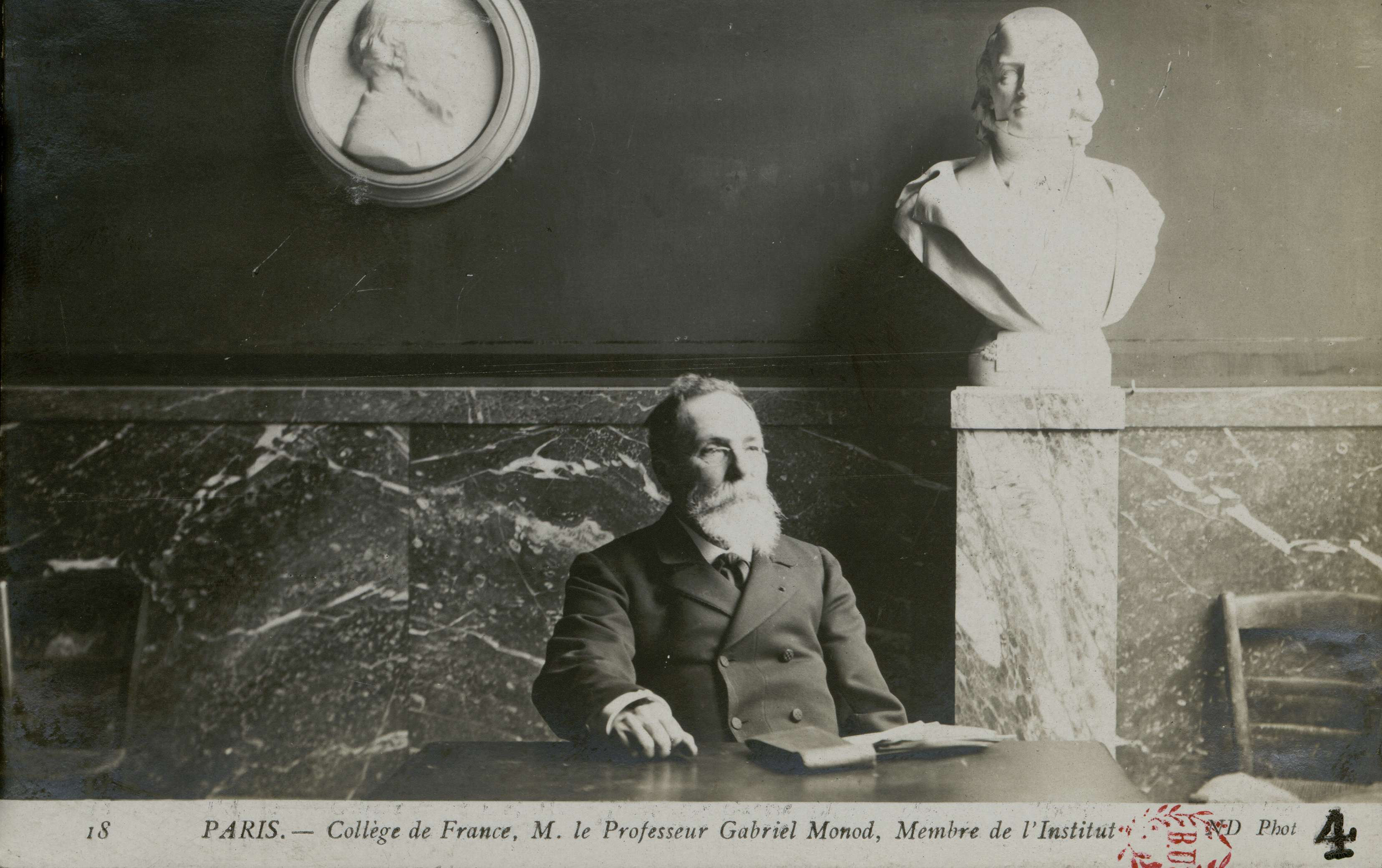
El Profesor Gabriel Monod en el Collège de France (Biblioteca de la Sorbona, NuBIS)

Al finalizar la guerra regresó a la enseñanza. Durante esta época de su vida escribió: Grégoire de Tours et Marius d'Avenche (1872); Frédégaire, una historia que publicó en 1885; una traducción del libro de W. Junghan Histoire critique des règnes de Childerich et de Chlodovech (1879); Études critiques sur les sources de l'histoire carolingienne (1898); y Bibliographie de l'histoire de France (1888). Intentaba enseñar a sus alumnos la forma de estudiar y les animaba a desarrollar la idea del criticismo y de la verdad. Sus alumnos le mostraron su gratitud dedicándole un libro en 1896, Études d'histoire du Moyen âge, y tras su jubilación en 1905 haciendo grabar sus enseñanzas en una losa. 
En 1876 fundó la Revue historique que pronto se convirtió en una autoridad en la educación científica. Algunos de sus artículos en esta y otras publicaciones se recogieron en un libro, Les Maîtres de l'histoire: Ernest Renan, Hippolyte Taine, Jules Michelet (1894).
Gabriel Monod falleció en 1912 en Versalles y está enterrado en el cementerio des Gonards.
- Datos: Q3087450
- Multimedia: Gabriel Monod / Q3087450